# Positions
Positions è il sesto album in studio della cantautrice statunitense Ariana Grande, pubblicato il 30 ottobre 2020 dalla Republic.
Il disco, composto da 14 tracce, presenta brani con la partecipazione di Doja Cat, The Weeknd e Ty Dolla Sign.

## Antefatti
Il 19 aprile 2020 è stato rivelato che, durante le restrizioni per la pandemia di COVID-19, la cantante era ritornata in studio per registrare nuova musica, tuttavia il mese successivo Grande ha annunciato che non avrebbe pubblicato un nuovo album durante la quarantena. Il 14 ottobre 2020 l'artista ha confermato che il suo sesto album in studio sarebbe stato pubblicato entro la fine dello stesso mese; due giorni dopo è apparso sul sito ufficiale di Grande un countdown con scadenza il 30 ottobre 2020, tramite il quale è stato rivelato il titolo del progetto.

## Promozione
Il 23 ottobre 2020 è stato pubblicato il singolo apripista dell'album, l'omonimo Positions, accompagnato dal corrispettivo videoclip. È stato un successo dal punto di vista commerciale, debuttando in testa alle classifiche di Australia, Regno Unito e Stati Uniti e rientrando nei primi dieci posti in altri dodici paesi.
34+35 è stato inviato alle radio statunitensi il 3 novembre 2020 come secondo estratto dall'album. Il 15 gennaio 2021 è stato pubblicato il remix relativo con la partecipazione delle rapper statunitensi Doja Cat e Megan Thee Stallion.
Il 19 febbraio seguente è stata messa in commercio la versione deluxe del disco, contenente quattro inediti.

## Accoglienza
| Recensione           | Giudizio |
| -------------------- | -------- |
| AllMusic             |          |
| Clash                | 8/10     |
| Consequence          | B+       |
| Entertainment Weekly | B–       |
| Exclaim!             | 8/10     |
| musicOMH             |          |
| NME                  |          |
| Ondarock             | 6,5/10   |
| Paste                | 7,2/10   |
| Pitchfork            | 7,4/10   |
| PopMatters           | 8/10     |
| Rolling Stone        |          |
| Slant Magazine       |          |
| Sputnikmusic         |          |
| The A.V. Club        | B–       |
| The Daily Telegraph  |          |
| The Guardian         |          |
| The Independent      |          |
| The Irish Times      |          |
| The Line of Best Fit | 8/10     |

Positions ha ricevuto recensioni perlopiù positive da parte della critica specializzata. Secondo l'aggregatore di recensioni Metacritic, il disco possiede un punteggio di 72 su 100 basato su ventiquattro recensioni. Discorso analogo anche attraverso il portale AnyDecentMusic?, dove il disco ha una votazione media di 6,7 su 10 basandosi sulle valutazioni della critica.
Riconoscimenti di fine anno
- 4º — USA Today[49]
- 6º — Los Angeles Times[50]
- 6º — Vogue India[51]
- 7º — GQ[52]
- 10º — Insider Inc.[53]
- 10º — Yahoo! (Jen Kucsak)[54]
- 16º — The Observer[55]
- 20º — PopBuzz[56]
- 20º — Uproxx[57]
- Top 20 — What Hi-Fi?[58]
- 22º — Rolling Stone[59]
- 25º — PopSugar[60]
- 26º — Genius[61]
- Top 30 — Glamour[62]
- 36º — Complex[63]
- 40º — The Guardian[64]
- 49º — Clash[65]
- Meglio del 2020 — KIIS-FM (Tanya Rad)[66]

## Tracce
1. Shut Up – 2:37 (Ariana Grande, Tayla Parx, Tommy Brown, Peter Lee Johnson, Steven Franks, Travis Sayles)
2. 34+35 – 2:53 (Ariana Grande, Victoria Monét, Tayla Parx, Scott Nicholson, Albert Stanaj, Tommy Brown, Peter Lee Johnson, Steven Franks, Courageous Xavier Herrera)
3. Motive (con Doja Cat) – 2:47 (Ariana Grande, Amala Dlamini, Nija Charles, Victoria Monét, James McIntyre, Shane Lindstrom, Tommy Brown, Steven Franks)
4. Just like Magic – 2:29 (Ariana Grande, Priscilla Hamilton, Robert Taylor, Tommy Brown, Steven Franks)
5. Off the Table (con The Weeknd) – 3:59 (Ariana Grande, Abel Tesfaye, Shintaro Yasuda, Tommy Brown, Steven Franks, Travis Sayles)
6. Six Thirty – 3:04 (Ariana Grande, Priscilla Hamilton, Robert Taylor, Tommy Brown, Steven Franks, Nami)
7. Safety Net (feat. Ty Dolla Sign) – 3:28 (Ariana Grande, Tyrone Griffin Jr., Khristopher Riddick-Tynes, Leon Thomas III, Tommy Brown, Silas Doss)
8. My Hair – 2:38 (Ariana Grande, Victoria Monét, Tayla Parx, Scott Storch, Tommy Brown, Anthony M. Jones, Charles Anderson)
9. Nasty – 3:20 (Ariana Grande, Victoria Monét, Khristopher Riddick-Tynes, Leon Thomas III, Tommy Brown, Nami, Travis Sayles)
10. West Side – 2:12 (Ariana Grande, Victoria Monét, Tommy Brown, Courageous Xavier Herrera, Ammar Junedi)
11. Love Language – 2:59 (Ariana Grande, Victoria Monét, Tayla Parx, Kam Parker, Tommy Brown, Tommy Parker, Travis Sayles)
12. Positions – 2:52 (Ariana Grande, Angelina Barrett, Brian Vincent Bates, London Tyler Holmes, Nija Charles, Steven Franks, Tommy Brown)
13. Obvious – 2:28 (Ariana Grande, Nija Charles, Ryan Tedder, Peter Lee Johnson, Tommy Brown, Steven Franks, Travis Sayles, Josh Conerly)
14. POV – 3:21 (Ariana Grande, Tayla Parx, Tommy Brown, Steven Franks, Oliver Frid)

Tracce bonus nell'edizione deluxe
1. Someone like U (Interlude) – 1:16 (Ariana Grande, Tommy Brown, Travis Sayles, Marqueze Parker, Sam Wishkoski, Andrew Wansel)
2. Test Drive – 2:02 (Ariana Grande, Tommy Brown, Steven Franks, Tayla Parx, Victoria Monét, Shane Lindstrom, Zachary Foster)
3. 34+35 (feat. Doja Cat & Megan Thee Stallion) (Remix) – 3:02 (Amala Dlamini, Ariana Grande, Courageous Xavier Herrera, Megan Pete, Peter Lee Johnson, Scott Nicholson, Steven Franks, Tayla Parx, Tommy Brown, Victoria Monét)
4. Worst Behavior – 2:04 (Ariana Grande, Tayla Parx, Tommy Brown, Steven Franks, Tommy Parker)
5. Main Thing – 2:09 (Ariana Grande, Tommy Brown, Steven Franks, Travis Sayles, Courageous Xavier Herrera, Josh Conerly, Yonatan Watts)

## Successo commerciale
Negli Stati Uniti d'America Positions ha esordito in vetta alla Billboard 200, diventando il quinto album numero uno della cantante. Nel corso della settimana ha totalizzato 174 000 unità equivalenti, di cui 42 000 sono vendite pure, 129 000 sono stream-equivalent units risultanti da 173,4 milioni di riproduzioni in streaming dei brani e 3 000 sono track-equivalent units risultanti dalle vendite digitali delle singole tracce.
L'album ha debuttato al vertice della Official Albums Chart britannica con 27 272 copie vendute, segnando la quarta numero uno della cantante che è così diventata la decima artista femminile con più album in prima posizione, dopo Madonna, Kylie Minogue, Barbra Streisand, Céline Dion, Taylor Swift, Lady Gaga, Diana Ross, Rihanna e Lana Del Rey. Durante la sua seconda settimana è sceso al 3º posto con altre 11 576 unità distribuite. Risultato eguagliato anche nella classifica irlandese, dove Positions ha reso Ariana Grande la quarta artista femminile con più di quattro album in prima posizione, dietro Taylor Swift, Madonna e Beyoncé.
In Australia Positions è diventata la sesta top ten della cantante, esordendo al 2º posto della ARIA Albums Chart, bloccato alla vetta da The Makarrata Project dei Midnight Oil. Nella classifica neozelandese l'album ha debuttato al primo posto, dando ad Ariana Grande la sua quarta numero uno.

## Classifiche

### Classifiche settimanali
| Classifica (2020-21) | Posizione massima |
| -------------------- | ----------------- |
| Argentina            | 1                 |
| Australia            | 2                 |
| Austria              | 5                 |
| Belgio (Fiandre)     | 3                 |
| Belgio (Vallonia)    | 5                 |
| Canada               | 1                 |
| Corea del Sud        | 56                |
| Croazia              | 1                 |
| Danimarca            | 2                 |
| Finlandia            | 4                 |
| Francia              | 8                 |
| Germania             | 7                 |
| Giappone             | 16                |
| Grecia               | 2                 |
| Irlanda              | 1                 |
| Islanda              | 3                 |
| Italia               | 8                 |
| Lituania             | 1                 |
| Norvegia             | 1                 |
| Nuova Zelanda        | 1                 |
| Paesi Bassi          | 2                 |
| Polonia              | 2                 |
| Portogallo           | 3                 |
| Regno Unito          | 1                 |
| Repubblica Ceca      | 5                 |
| Slovacchia           | 3                 |
| Spagna               | 5                 |
| Stati Uniti          | 1                 |
| Svezia               | 3                 |
| Svizzera             | 4                 |
| Ungheria             | 28                |

### Classifiche di fine anno
| Classifica (2020) | Posizione |
| ----------------- | --------- |
| Australia         | 53        |
| Belgio (Fiandre)  | 124       |
| Belgio (Vallonia) | 157       |
| Danimarca         | 94        |
| Francia           | 165       |
| Irlanda           | 39        |
| Paesi Bassi       | 41        |
| Polonia           | 95        |
| Portogallo        | 57        |
| Regno Unito       | 58        |
| Spagna            | 63        |
| Classifica (2021) | Posizione |
| Australia         | 28        |
| Belgio (Fiandre)  | 60        |
| Belgio (Vallonia) | 90        |
| Canada            | 11        |
| Danimarca         | 28        |
| Francia           | 119       |
| Irlanda           | 42        |
| Islanda           | 66        |
| Nuova Zelanda     | 22        |
| Paesi Bassi       | 34        |
| Polonia           | 46        |
| Portogallo        | 57        |
| Regno Unito       | 50        |
| Spagna            | 49        |
| Stati Uniti       | 8         |
| Svezia            | 74        |
| Classifica (2022) | Posizione |
| Polonia           | 48        |
| Classifica (2024) | Posizione |
| Portogallo        | 118       |